# Henry De Lamar Clayton
Henry DeLamar Clayton, Sr. (7 mars 1827 - 3 octobre 1889) est un avocat célèbre de l'Alabama, politicien, juge redeemer, et président d'université. Il a aussi servi en tant que major général dans l'armée confédérée pendant la guerre de Sécession, commandant une division de l'armée du Tennessee sur le théâtre occidental.

## Avant la guerre
Henry D. Clayton naît dans le comté de Pulaski en Géorgie. Il est diplômé de l'université d'Emory et Henry (en) en Virginie. Il part pour Eufaula en Alabama, après avoir reçu son diplôme et lit la loi (en). Il réussit l'examen du barreau en 1849 et ouvre un cabinet  à Clayton en Alabama, où il se marie avec Victoria Hunter et fonde une famille. Deux de ses fils, Henry De Lamar Clayton, Jr. (en) et Bertram Tracy Clayton (en), deviendront plus tard membres du Congrès des États-Unis. Son beau-frère James L. Pugh (en) est aussi membre du Congrès.
Il est élu deux fois à la chambre des représentants de l'Alabama, de 1857 jusqu'à 1861. Clayton recrute et organise une milice locale et en est élu capitaine. Parmi ses subordonnés, se trouve le futur général William W. Adams (en). En août 1860, il est élu colonel du 3rd Alabama Volunteers, une milice de l'État.

## Guerre de Sécession
À la suite de la sécession de l'Alabama de l'Union, Clayton mène ses hommes à Pensacola, Floride, pour s’enrôler dans le service des nouveaux États confédérés d'Amérique en janvier 1861. Leur service n'est pas initialement requis, mais Clayton reçoit par la suite l'ordre de prendre le commandement de toutes les troupes de volontaires de l'Alabama alors qu'elles se rassemblent à Pensacola. Le 1st Alabama Infantry entre formellement au service de la Confédération fin mars, avec Clayton étant le premier colonel. Le régiment combat pendant deux jours, où le 1st Alabama se comporte remarquablement lors de la bataille de la baie de port Barrancas.
En janvier 1862, Clayton démissionne et retourne en Alabama. Là, le gouverneur l'autorise à lever un nouveau régiment pour le service de la Confédération, le 39th Alabama. Clayton est nommé en tant que colonel, et le régiment rejoint la brigade du brigadier général Franklin Gardner. La première campagne significative de Clayton se déroule avec l'armée de Braxton Bragg lors de la campagne du Kentucky de 1862.
Le régiment de Clayton combat lors de la bataille de Stones River au début de l'hiver faisant partie de la brigade du brigadier général Zachariah Deas (en). Clayton subit une blessure sévère, mais recouvre la santé et est promu brigadier général en avril 1863. Il est affecté au commandement de la brigade précédemment commandée par Alexander P. Stewart comprenant les régiments 18th, 32nd, 36th, 38th, et 58th Alabama. Clayton est actif lors des campagnes et batailles qui suivent, dont Chickamauga et Chattanooga. Sa brigade joue un rôle important pendant les combats de la campagne d'Atlanta de 1864. À la suite de la bataille de New Hope Church, Clayton est promu major général et affecté au commandement de la division de Stewart de l'armée du Tennessee, où il participe à la campagne de Franklin-Nashville qui se solde par un échec.
En avril 1865, pendant la campagne des Carolines, Clayton démissionne et retourne chez lui, victime d'un stress chronique.

## Après la guerre
Avec la chute de la Confédération, Clayton reprend l'exercice du droit. En mai 1866, il est élu juge « circuit court ». Comme beaucoup d'anciens confédérés, il est déchu de son poste par le gouvernement de la Reconstruction. Néanmoins, il est réélu deux fois en tant que juge en 1874 et 1880 après que les carpetbaggers ont quitté le pouvoir.
En 1886, Clayton accepte de devenir le président de l'Université de l'Alabama, un poste qu'il tient jusqu'à sa mort à Tuscaloosa, Alabama, à l'automne 1889. Il est enterré à Eufaula.